# Marmosa phaea
Marmosa (Micoureus) phaea is een zoogdier uit de familie van de opossums (Didelphidae). De wetenschappelijke naam werd  gepubliceerd door Oldfield Thomas in 1899.

## Voorkomen
De soort komt voor van het zuidwesten van Colombia tot het zuidwesten van Ecuador op de westelijke flanken van de Andes.